# Башкирская чрезвычайная комиссия
Башкирская чрезвычайная комиссия (баш. Башҡортостандың ғәҙәттән тыш комиссияһы) — чрезвычайная следственная комиссия по борьбе с контрреволюцией, спекуляцией и саботажем в Автономной Башкирской Советской Республике.

## История
Башкирская чрезвычайная комиссия создана 1 марта 1919 года указом Временного военного революционного комитета Башкирской Советской республики. Башкирская ЧК состояла из юридического, секретно-оперативного, отдельного (существ. с мая 1920 по май 1921), общего и комендантского отделов. На местах были созданы кантонные и волостные ЧК.
С апреля по август 1919 года во время наступления армии Колчака, Башревком и БашЧК были эвакуированы в город Саранск.
По многим вопросам, особенно по реализации автономии и принципа федерализма на основе достигнутых «Соглашений..» с центром, руководства и управления республикой, позиция Башревкома не совпадала с линией большинства членов обкома РКП(б), Башкирского ЧК, Башвоенкомата, Башкирского СНХ, Башнаркомпрода. Это противостояние привело к аресту Башревкомом членов Башкирского ЧК в ночь с 15 на 16 января 1920 года. В связи с данными событиями, при особом отделе центрального ВЧК была создана комиссия по расследованию инцидента. В марте 1920 года комиссия отмечала, что Башревком по сути проводит национально-сепаратистскую политику, направленную на полное обособление БСР от РСФСР, а Пленума ЦК РКП(б) в апреле 1920 года подчеркивала о «существовании контрреволюционной опасности в Башкирии».
До выхода постановления ВЦИК «О государственном устройстве Автономной Советской Башкирской Республики» от 19 мая 1920 года формально был в подчинении только Башревкома, а после — ещё и ВЧК. С июля 1920 года БашЧК находился в подчинении Башкирского ЦИК и ВЧК.
Башкирская ЧК начала проводить политические репрессии членов республиканского и местных кантонных ревкомов прежнего состава, оправдывая свои действия обвинениями их в контрреволюционности, подготовке мятежа, увольняла из своих рядов лиц башкирской национальности. Участвовала в подавлении антибольшевистких восстаний, в том числе Вилочного («Чёрного орла»), Бурзян-Тангауровского и др.
Будучи органом с чрезвычайными полномочиями, Башкирская ЧК проводила аресты и внесудебные репрессии, в том числе необоснованные и незаконные аресты, творила произвол.
Указом БашЦИК от 1 марта 1922 года БЧК ликвидирована, её полномочия были переданы Башкирскому областному отделению ГПУ.

## Председатели
- Биишев Ахмед Альмухаметович (3.1919 — 6.1919);
- Мурзабулатов Сулейман Шангареевич (6.1919 — 1.1920, и. о.);
- Имаков Тагир Гильманович (1.1920 — 3.1920)
- Тухватуллин Фатих Насырович (3.1920 — 6.1920);
- Лобов Семён Семёнович (6.1920 — 12.1920);
- Каширин Иван Дмитриевич (12.1920 — 5.1921);
- Михеев Е. А. (5.1921 — 6.1921, и. о.);
- Гузаков Пётр Васильевич (6.1921 — 11.1921);
- Мосолов А. (11.1921 — 12.1921, и. о.);
- Кузьмин П. (12.1921 — 12.1921, и. о.);
- Волленберг Николай Львович (12.1921 — 2.1922).